# Ottmar Kling

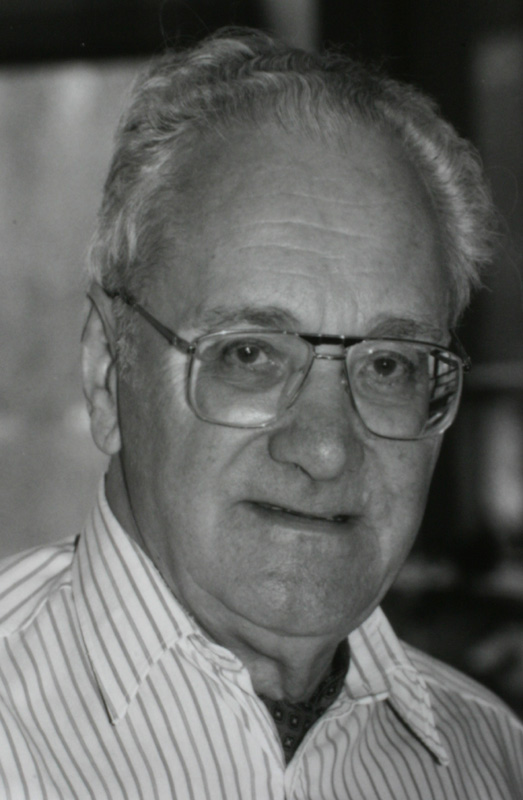
Ottmar Kling (1990)

Ottmar Kling (* 28. März 1926 in Gelsenkirchen; † 31. Oktober 2005 in Aalen) war ein deutscher Physikochemiker und ein Pionier auf dem Gebiet des Ideenmanagements.

## Leben
Im Zweiten Weltkrieg legte er 1943 das Notabitur ab. Er wurde 1944 als 18-Jähriger schwer verwundet und verlor ein Bein. 1946 kam er nach der Kriegsgefangenschaft in das Versorgungslazarett Bad Pyrmont, wo er das reguläre Abitur nachholte.

### Studium
Ab 1948 studierte er an der Johann Wolfgang Goethe-Universität Frankfurt am Main Chemie. Nach seinem Abschluss als Dipl.-Chemiker im Jahr 1955 arbeitete Kling bei der Gesellschaft für Chemische Technik und Biotechnologie e. V. (DECHEMA).
Nach seiner Promotion im Jahr 1957 war er bis 1961 Wissenschaftlicher Mitarbeiter am Institut für physikalische Chemie der Goethe-Universität in Frankfurt. In dieser Zeit absolvierte er 1960/61 ein Auslandsstipendium der Deutschen Forschungsgemeinschaft (DFG) an Dänemarks Technischer Universität (damals: Danmarks tekniske Højskole, DtH) in Kopenhagen.

### Physikochemie
Von 1962 bis 1990 war Kling bei Carl Zeiss in Oberkochen tätig. Zunächst war er Leiter der Anwendungstechnik für optische Analysengeräte. Dies war mit Vorträgen, Kursen und Beratertätigkeit auf dem Gebiet der Optischen Analytik im In- und Ausland verbunden. Er war Mitglied in mehreren Ausschüssen und Verbänden für chemisch-analytische Fragen.
Ab 1974 war er auch als Lehrbeauftragter für Instrumentelle Analytik an der Hochschule Aalen tätig.

### Ideenmanagement
1980 übernahm Kling die Leitung des Betrieblichen Vorschlagswesens (BVW) bei Carl Zeiss. Er sorgte für eine deutliche Steigerung der Verbesserungsvorschläge (VV) und referierte auf Seminaren beim Deutschen Institut für Betriebswirtschaft e. V. (dib) in Frankfurt am Main und beim Haus der Technik e. V. in Essen über seine in der Praxis bewährten Verfahrensweisen. Schon 1984 erkannte er die Möglichkeiten des Personal Computers für das BVW. Die allererste Software auf einem Personal Computer lief bei Carl Zeiss und war Basis einer späteren BVW-Standardsoftware.
Er erkannte schon früh, dass erst aus der Kombination des BVW mit spontaner Ideenfindung und einer teamorientierten Variante mit systematischer Ideenfindung ein ganzheitliches Ideenmanagement entsteht. Daher arbeitete er bei Carl Zeiss in der Leitungsgruppe für Qualitätszirkel (QZ) mit und war ab 1985 Koordinator der QZ. Diese QZ waren Vorläufer dessen, was heute in vielen Unternehmen unter der Bezeichnung KVP-Teams praktiziert wird.

## Schriften (Auswahl)
- (mit H. L. Schläfer): Bedeutung isosbestischer Punkte für die spektrophotometrische Untersuchung chemischer Zeitreaktionen und Gleichgewichte. In: Angewandte Chemie 68 (1956), S. 667–670
- (mit H. L. Schläfer): Kinetik und Mechanismus der Aquotisierung des Tris-Äthylendiamin-Chrom(III)-Komplexions in wässriger, perchlorsaurer Lösung. Dissertation. In: Zeitschrift für physikalische Chemie Neue Folge 16 (1958), S. 14–38
- (mit H. L. Schläfer): Die Aquotisierung von [Cren3]3+ in wässriger perchlorsaurer Lösung. In: Journal of Inorganic and Nuclear Chemistry 8 (1958), S. 320–331
- (mit H. L. Schläfer): Über Tris-trimethylendiamin-Komplexe des dreiwertigen Chroms. In: Zeitschrift für anorganische Chemie 302 (1959), S. 1–9
- (mit H. L. Schläfer / L. Mähler / H. P. Opitz): Kinetische Untersuchungen an Chrom (III)-Komplexen. In: Zeitschrift für Physikalische Chemie Neue Folge 24 (1960), S. 307–366
- Die Messung der Rotationsdisperson als Hilfsmittel für die Untersuchung chemischer Zeit- und Gleichgewichtsreaktionen. In: Acta Chemica Scandinavica 15 (1961), S. 229–230
- (mit H. L. Schläfer): Die Bedeutung isosbestischer Punkte für die spektralphotometrische Untersuchung chemischer Reaktionen. In: Zeitschrift für Elektrochemie 65 (1961), S. 142–149
- (mit M. T. Beck): Reactivity of Coordinated Substances. The Oxidation of EDTA Bound in the Cr(III) EDTA Complex by Permanganate Ion. In: Acta Chemica Scandinavica 15 (1961), S. 453–454
- (mit H. L. Schläfer): Komplexverbindungen des dreiwertigen Chroms mit höheren aliphatischen Diaminen. In: Zeitschrift für anorganische und allgemeine Chemie 309 (1961), S. 245–257
- (mit H. L. Schläfer): Über Aminkomplexe des dreiwertigen Chroms. In: Zeitschrift für anorganische und allgemeine Chemie 313 (1961), S. 187–192
- (mit F. Woldbye): Über die Rotationsdispersion von Tris-Diamin-Chrom(III)-Komplexen. In: Acta Chemica Scandinavica 15 (1961), S. 704–707
- (mit E. Nikolaiski / H. L. Schläfer): Zur Ermittlung von Quantenausbeuten photochemischer Reaktionen unter Berücksichtigung der inneren Lichtfilterwirkung. In: Berichte der Bunsengesellschaft für physikalische Chemie 67 (1963), S. 883–892
- (mit M. Kortüm): Photometer-Praktikum Klinische Chemie. Photometrie und Flammenemission. Carl Zeiss, Oberkochen 1963
- Die Optische Aktivität und ihre Anwendung in der analytischen Chemie. In: Harald Volkmann (Hrsg.): 75 Jahre Abteilung für Optische Messinstrumente 1893–1968. Oberkochen 1968, S. 160–166
- Die Farbmessung von Edelsteinen mit dem Remissions-Spektralphotometer. In: Goldschmiede-Zeitung 5 (1968), S. 512–513
- Die Feinstruktur der natürlichen Rotationsdispersion der langwelligen Interkombinationsbanden von Chrom-Komplexen. In: Zeiss-Mitteilungen 4 (1968) 10, S. 429–436
- Das Zeiss-Photometersystem P 4. In: Das Ärztliche Laboratorium, 15 (1969) H. 3, S. 99–105
- (mit R. Caly / H. Prückl): Die Farbgraduierung geschliffener Diamanten mit dem Remissions-Spektralphotometer. In: Zeiss-Mitteilungen 5 (1970) 5. S. 213–233
- (mit H. Prugger): Anreicherung von Spurenelementen zur Atomabsorptionsspektralanalyse. In: Materialwissenschaft und Werkstofftechnik 1 (1970) 3, S. 142–148
- Problems of Quantitative Evaluation of Disc Pherograms. In: R. C. Allen / H. R. Maurer: Electrophoresis and Isoelectric Focusing in Polyacrylamide Gel. Advances of Methods and Theories, Biochemical and Clinical Applications. Berlin/New York 1974
- Anforderungen an die quantitative Auswertung von Disc-Elektrophoresen in der biochemischen Analytik. In: Fresenius’ Zeitschrift für analytische Chemie 270 (1974), S. 120–124
- The Optical Evaluation of Analytical Separation Techniques in Micro and Trace Analysis. In: Techno-Germa 151/040, Peking 1975
- Messung von Konzentration und Zusammensetzung (Spektralphotometrie). In: Paul Profos, Handbuch der industriellen Messtechnik, Essen 1978
- Was tut ein PC beim BVW? In: Zeiss im Bild 4 (1985), S. 5–6
- (mit Peter Koblank): Der Einsatz eines Personal-Computers zur EDV-unterstützten Verwaltung des BVW bei Carl Zeiss. in: Betriebliches Vorschlagswesen 1 (1986), S. 24–34